# Weelde Military
Weelde Military är en flygplats i Belgien. Den ligger i den norra delen av landet, 70 km nordost om huvudstaden Bryssel. Weelde Military ligger 32 meter över havet.
Terrängen runt Weelde Military är mycket platt. Runt Weelde Military är det ganska tätbefolkat, med 214 invånare per kvadratkilometer.. Närmaste större samhälle är Ravels, 3,3 km sydost om Weelde Military. 
Omgivningarna runt Weelde Military är en mosaik av jordbruksmark och naturlig växtlighet.